# Tetraneuris acaulis
Tetraneuris acaulis là một loài thực vật có hoa trong họ Cúc. Loài này được (Pursh) Greene miêu tả khoa học đầu tiên năm 1898.